# Kalinów (stacja kolejowa)
Kalinów (ukr. Калинів) – stacja kolejowa w Kalinowie Nowym, w obwodzie lwowski, na Ukrainie. Zarządzana przez Kolej Lwowską. 

## Historia
Stacja została otwarta w dniu 27 sierpnia 1903 roku wraz z otwarciem linii kolejowej Lwów - Sambor.
Stację zelektryfikowano w 1967 roku razem z linią kolejową.
Na stacji zatrzymują się wyłącznie pociągi regionalne.